# 巨型结构
巨型结构是指超大的人工建筑物。

## 已经存在的巨型结构
- 长城[1]
- 大運河
- 梯田
  - 菲律賓科迪勒拉山水稻梯田：伊富高的部落在約6000至2000年前，在山脈中建造的農業設施，達10360平方公里。[2]
- 粒子加速器
  - 大型強子對撞機：週長27公里的環形結構。

## 提议中的巨型结构
- 渤海海峡跨海通道
- 亞特蘭特羅帕：在直布羅陀海峽建造水力發電的水壩，將使地中海的海平面降低200公尺。

## 理论上的巨型结构
恆星尺度（stellar scale）
- 戴森球
- 套脑

行星尺度（planetary scale）
- 宇宙殖民地

- 太空電梯

## 虛構的巨型结构
- 死星（星際大戰）
- 星環（英语：Halo (megastructure)）（最後一戰系列）
- 川陀（基地系列）：銀河帝國的首都行星，其表面被一層一層的金屬建築覆蓋。